# Нове (Міжріченський район)
Но́ве (рос. Новое) — село у складі Міжріченського району Вологодської області, Росія. Входить до складу Старосільського сільського поселення.

## Населення
Населення — 20 осіб (2010; 44 у 2002).
Національний склад (станом на 2002 рік):
- росіяни — 100 %